# Комаровский, Александр Владимирович
Александр Владимирович Комаро́вский (6 июня 1945, Киев — 5 декабря 2002, Киев) — советский и украинский архитектор, Заслуженный архитектор УССР (1985). Лауреат Государственной премии СССР (1985).

## Биография
Родился 6 июня 1945 года в Киеве.
В 1971 году окончил КГХИ. С 1971 по 1991 год работал в проектном институте «Киевпроект».
Умер 5 декабря 2002 года. Похоронен в Киеве на Байковом кладбище.

## Реализованные проекты
- Монумент Независимости Украины (в соавторстве с С. В. Бабушкиным, О. К. Стукаловым, скульптор А. В. Кущ);
- Офисный комплекс, ул. Шелковичная, 42-44, Киев;
- Офис (ул. Мечникова и бульвар Леси Украинки), Киев;
- Ар-Рахма (в соавторстве с Сергеем Бабушкиным, Александром Гофштейном, Марком Коляковым)
- Мечеть у старого татарского кладбища;
- Мечеть. Гора Щековица. Улица Олеговская;
- Центральный дом профсоюзов УССР в Киеве (в соавторстве с А. Малиновским);
- Офис Верховного совета Украины, ул. Садовая 3, Киев;
- Комплекс Киевского телецентра (в соавторстве с A. П. Зыбиным, E. A. Сафрoновым, В. Н. Гаврилиным, Ю. В. Мельничуком и инженерами: М. Н. Паничем, M. O. Maрковской; 1986—1992).

## Награды и премии
- заслуженный архитектор УССР (1985);
- Государственная премия СССР (1985) — за архитектуру площади Октябрьской революции в Киеве.